# Mount Wuteve
Mount Wuteve (1440 m n. m.) je hora v Guinejské vysočině (součást Západoafrického pohoří) v západní Africe. Leží v severní Libérii v okrese Lofa. Data získaná v rámci programu SRTM ukazují, že vrchol hory leží v nadmořské výšce 1440 m n. m. (starší zdroje uvádějí nadmořskou výšku 1380 m n. m.).